# Balázsfalva
Balázsfalva (románul: Blaj, németül: Blasendorf, szászul Blußendref) megyei jogú város Romániában, Fehér megyében. A 19. századig az erdélyi románok politikai, vallási és kulturális központja, a görögkatolikus püspökség székhelye.

## Fekvése
Gyulafehérvártól 42 km-re északkeletre, a Kis- és Nagy-Küküllő összefolyásánál fekszik.

## Nevének eredete
Nevét első,  Cséry Balázs nevű birtokosáról kapta. A német és a román név is a magyarból való.

## Története

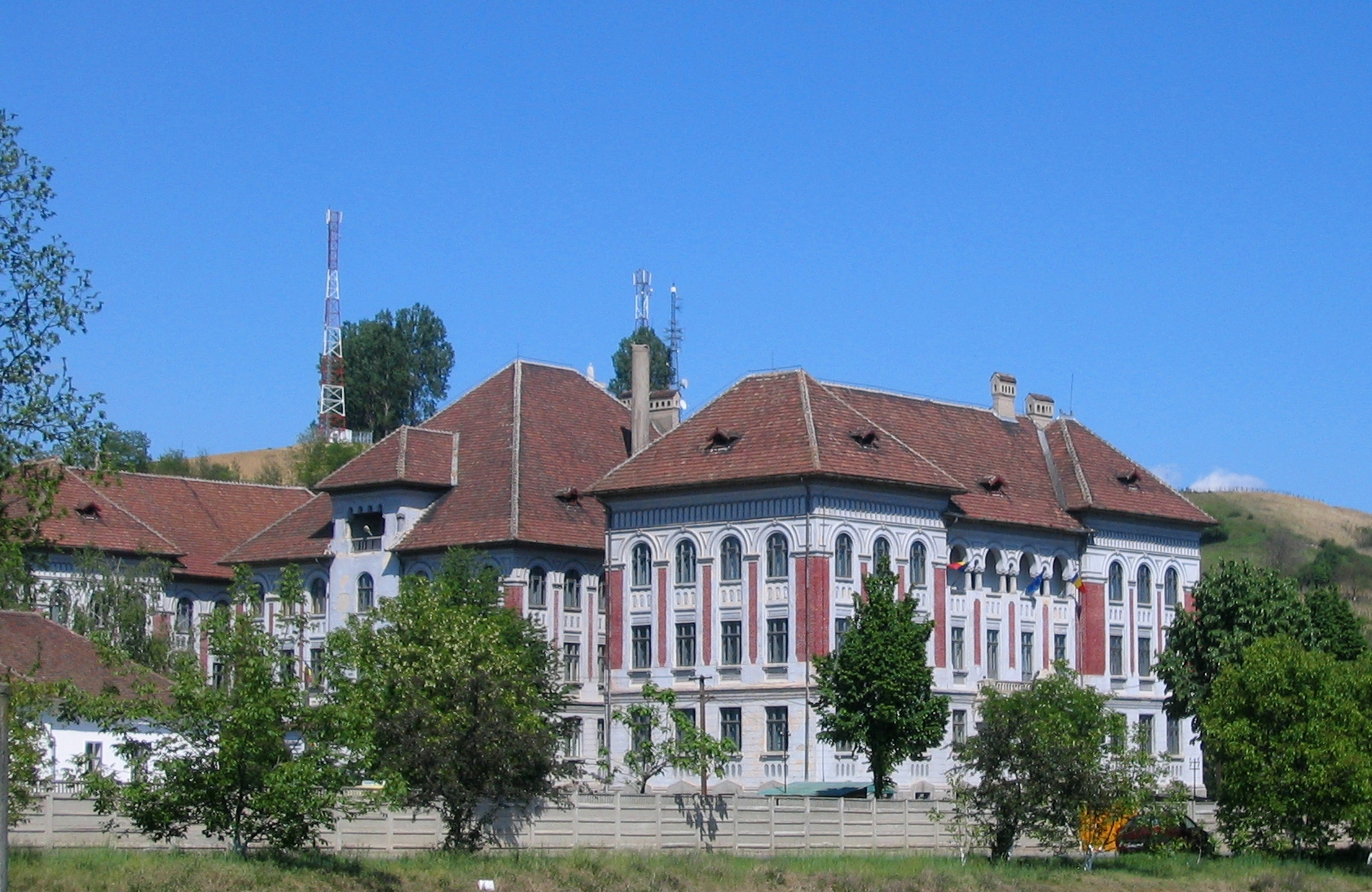

A Kis- és Nagy-Küküllő összefolyásánál települt várost 1313-ban Herbordus fia Balázs alapította, innen a neve. 1332-ben villa Blasii néven említik. Várkastélyát 1535-ben Bagdy György, Erdély helyettes főkapitánya építtette. Itt, az Apafi-kastélyban írták alá 1687. október 27-én Teleki Mihály és Lotaringiai Károly herceg azt a balázsfalvi paktumot, melynek alapján Erdély Habsburg uralom alá került, ezzel véget vetett az Erdélyi Fejedelemségnek.
1703. december 23-án itt sikerült váratlan rajtaütéssel elfognia Guthi István ezereskapitánynak Pekri Lőrinc erdélyi főkapitányt, aki ezután átállt a kurucokhoz. 1747-ben nyomda kezdte meg itt működését. A település 19. századi román nemzeti mozgalom központja lett. 1848. május 15-16-án itt, a „Szabadság mezején” tartották a románok nagy nemzetgyűlésüket, ahol követeléseiket megfogalmazták, majd szeptember 25-én második nemzetgyűlésükön a császárnak esküdtek hűséget a magyar forradalom ellen. 1861. május 15-én a románok itt megtartott gyűlése Erdély uniója ellen lépett fel. A trianoni békeszerződésig Alsó-Fehér vármegye Balázsfalvi járásának székhelye volt.

## Népessége
1910-ben 2204 lakosából 1560 román, 500 magyar és 135 német volt.
2002-ben 20 765 lakosából 17 091 román, 1697 magyar, 1900 cigány és 63 német volt.

## Látnivalók
- A főtéren áll a görögkatolikus érseki székesegyház. 1738 és 1765 között épült Anton Erhard Martinelli tervei alapján.
- A tér túloldalán a volt Apafi-kastély, a 18. század óta görögkatolikus érseki palota. Bagdy György építtette 1534-ben háromemeletes lakótoronyként, eredetileg T alakú alaprajza volt, bejáratát védőárokkal erősítették meg. 1842-ben a várkastélyt északi szárnnyal bővítették.
- A „Szabadság Mezeje” román nemzeti emlékhely, ahol a román szabadságvezérek szobrai között ott van Petőfi szobra is.

## Híres emberek
- Itt született 1917. november 3-án Semlyén Éva pedagógiai író, tankönyvíró, műfordító.
- Itt született 1918. július 22-én Kulcsár J. Géza vegyészmérnök, kémiai szakíró.
- Itt született 1929. február 14-én Szőke Amália geológiai, művelődéstörténeti szakíró, műfordító.